# 田中・舟森山古墳
田中・舟森山古墳（たなか・ふなもりやまこふん）は、福島県喜多方市の雄国山麓古墳群内にある前方後方墳である。

## 概要
現在の墳丘は楕円形をしているが、住宅街の中にある古墳のため、墳形が著しく変形しているほか、墳頂も大幅に削平されている。消失してしまったが前方部があった可能性が高く、前方後方墳もしくは前方後円墳であったとみられる。もし前者なら東北地方最大の前方後方墳ということになる。塩川町教育委員会による試掘調査では墳頂から粘土槨が検出された。出土した埴輪と土師器から4世紀頃の築造と想定される。